# Tuffahijja
Tuffahijja – wieś w Syrii, w muhafazie Idlib. W 2004 roku liczyła 284 mieszkańców.